# Szalom Asz
Szalom Asz (Szalom Asch), jid. שלום אַש (ur. 1 listopada 1880 w Kutnie, zm. 10 lipca 1957 w Londynie) – polsko-żydowski prozaik, dramaturg i eseista piszący w języku jidysz.

## Życiorys
Szalom różnił się od reszty rodzeństwa, więc ojciec zaczął przygotowywać swego najmłodszego syna do funkcji rabina. Miał najlepszego nauczyciela Tory. Nauczył się sam czytać po polsku i po niemiecku, a także po rosyjsku. Przeczytanie „Księgi pieśni” Heinego sprawiło, że zaczął zapoznawać się z literaturą nieżydowską – Goethem, Lessingiem, Schillerem. Lektura tych zakazanych ksiąg wykluczyła go z rodziny i gminy żydowskiej już w wieku 17 lat. Najpierw został nauczycielem we wsi pod Kutnem, a potem przeniósł się do Włocławka, gdzie zarabiał pisząc listy osobom niepiśmiennym. Poznawał w tym czasie twórczość Prusa i Tołstoja.
Interesował go ruch syjonistyczny, który stawał się coraz bardziej popularny. Początkujący pisarz koncentrował się więc na tematach nacjonalistycznych, odkrywając równolegle literaturę jidysz, np. Icchaka Lejba Pereca, czasopismo „Der Jid”. W 1899 roku Asz spotkał się z Perecem, a w 1900 roku przy jego wsparciu opublikował w „Der Jid” opowiadanie „Mojszełe”. Przeniósł się do Warszawy, gdzie zaznał biedy, gdyż przez następne lata nie mógł nic wydać. Dopiero w 1902 roku ukazał się zbiór nowel zatytułowany „W złym czasie”. W tym czasie rodzina Asza wyemigrowała do Ameryki. Szalom ożenił się z Matyldą, córką swojego przyszłego tłumacza na język polski – Mojszy Szpiry. Miał z nią trzech synów: Nathana, Mosesa, Johana i córkę Ruth. W Krakowie poznał Stanisława Witkiewicza i Stefana Żeromskiego, z którymi się zaprzyjaźnił, później w gronie jego przyjaciół znalazły się także Eliza Orzeszkowa, Maria Dąbrowska oraz malarz – Jan Stanisławski. Po wystawieniu w Petersburgu dramatu „Sabbatai Ziwi” (ros. „Czasy Mesjasza”) i odniesieniu sukcesu, Asz wyjechał do Berlina, gdzie ogromne wrażenie zrobił na nim „Kupiec Wenecki”, i to pod jego wpływem powstał w Kolonii najbardziej znany dramat pisarza „Bóg zemsty”. Wzbudził on wielkie kontrowersje w środowiskach żydowskich, gdyż bohater prowadzi dom publiczny, ale i przyniósł wielki sukces autorowi. Dzięki temu stać go było na wyjazd do ziemi przodków – do Palestyny i Egiptu.
W 1908 roku był uczestnikiem konferencji w Czerniowcach. W 1910 roku odwiedził swoją rodzinę w USA. Potem mieszkał w Paryżu. Z chwilą wybuchu I wojny światowej wyjechał znowu do Ameryki. Po wojnie działał w Berlinie i na Litwie, aby w roku 1920 wrócić do Stanów i otrzymać tamtejsze obywatelstwo. W 1925 przyjechał do Europy – do Niemiec, Francji i Polski, odwiedził też ZSRR. 9 listopada 1932 roku za zasługi na polu literatury otrzymał Krzyż Oficerski Orderu Odrodzenia Polski. Od roku 1938 osiadł w USA, gdzie tworzył kolejną trylogię, składającą się z następujących dzieł: „Mąż z Nazaretu”, „Apostoł” i „Maria”, z których pierwsze wywołało ostrą krytykę zarówno wśród chrześcijan, jak i żydów. W 1946 roku powstał „Płonący cierń” – tom nowel o Holocauście i dramat „Narodziny Hitlera”.
Szalom Asz ostatnie lata życia spędził w Bat Jam w Izraelu.
W 1946 i 1947 był nominowany do Literackiej Nagrody Nobla.

## Twórczość
- W złym czasie
- Z biegiem fal (1904)
- Nawrócony (1904)
- Grzech (1904)
- Miasteczko (1904)
- Sabbatai Ziwi
- Bóg Zemsty (1906)
- Ziemia (1910)
- Ameryka (1911)
- Sojusz słabych (1912)
- Reb Salomon Bogacz (1913)
- Motke złodziej (1916)
- Sznur pereł (1916)
- Maria (1917, dramat)
- Wujek Mojżesz (1918)
- Kidusz haszem (1918)
- Martwy człowiek (1920)
- Muranów (1922)
- Józef (1924)
- Matka (1925)
- Wyrok śmierci (1926)
- Czarodziejka z Kastylii (1926)
- Elektryczne krzesło (1927)
- Powrót Chaima Lederera (1927)
- Trylogia Przed potopem: Petersburg, Warszawa, Moskwa (1929-1931)
- Mąż z Nazaretu (1939)
- Apostoł (1943)
- Maria (1949)
- Płonący cierń (1946)
- Narodziny Hitlera (1946)
- Mojsze (1951)
- Grossman i synowie (1954)
- Prorok (1955)